# Jouko Törmänen
Jouko Törmänen (* 10. dubna 1954 Rovaniemi – 3. ledna 2015 Rovaniemi) byl finský skokan na lyžích. Na Zimních olympijských hrách 1980 v Lake Placid získal zlatou medaili na velkém můstku.
Byl členem klubu Ounasvaaran Hiihtoseura a Finsko reprezentoval v letech 1972–1982. Ve Světovém poháru získal tři pódiová umístění a vyhrál jeden závod (11. března 1980 ve Falunu), v sezóně 1979/80 obsadil celkové 19. místo. Na zimních olympijských hrách byl v roce 1976 desátý na velkém můstku a čtrnáctý na středním můstku, v roce 1980 vyhrál na velkém můstku a byl osmý na středním můstku. Na mistrovství světa v klasickém lyžování obsadil v roce 1974 5. místo na velkém můstku a 15. místo na středním můstku, v roce 1978 skončil na velkém můstku šestý. V sezóně 1977/1978 byl devátý na Turné čtyř můstků. Čtyřikrát se stal skokanským mistrem Finska.
Byl vystudovaným stavebním inženýrem. V letech 1993 až 2002 byl místopředsedou Finského lyžařského svazu a v letech 2004 až 2015 vedl skokanskou sekci Mezinárodní lyžařské federace.